# Kazimierz Zygmunt Antosz
Kazimierz Zygmunt Antosz (ur. 4 lutego 1905 w Starej Soli, zm. 11 listopada 1993 w Jaśle) – polski ksiądz rzymskokatolicki, przed wojną aktywny duszpasterz w archidiecezji lwowskiej, później w gorzowskiej.

## Życiorys
Kazimierz Antosz był synem Mariana i Heleny z Karaczewskich. Wychowywał się w Jaśle, gdzie jego ojciec był naczelnikiem urzędu skarbowego. Absolwent Państwowego Gimnazjum w Jaśle z 1924. Podjął studia teologiczne w Wyższym Seminarium Duchownym w Przemyślu. Został wyświęcony na kapłana w 1928.

## Działalność duszpasterska
Po święceniach pracował jako wikariusz w kilku parafiach w diecezji przemyskiej. W 1933 złożył egzamin proboszczowski. W tym samym roku został na krótko administratorem parafii w Milatynie i w Barze k. Lwowa. Od 1934 był proboszczem parafii pod wezwaniem św. Wojciecha BM w Tarnawie Górnej. W 1940 został aresztowany przez Gestapo, uciekł z obozu tymczasowego, chroniąc się przed wywiezieniem do Oświęcimia, następnie ukrywał się przez cały okres okupacji. Po zakończeniu wojny powrócił do Tarnawy. Wobec groźby śmierci ze strony UPA (został wydany na niego wyrok), przeprowadził się do Tarnowca. W 1949 wyjechał do diecezji gorzowskiej.
W nowej diecezji (do której został inkardynowany w 1951 był kolejno administratorem i proboszczem w Dygowie (1949-1955), proboszczem w Sianowie (1955-1961), gdzie pod naciskiem szykanujących go władz PRL-u kuria biskupia zdjęła go z funkcji. Jednocześnie władze nie zgadzały się na mianowanie go proboszczem w innym miejscu. Był tylko duszpasterzem w Szczecinie i Lęborku.
Po przejściu na emeryturę w 1968 przez jakiś czas przebywał w Jaśle. Msze św. odprawiał w kościele OO. Franciszkanów. Zmarł 11 listopada 1993. Został pochowany 13 listopada na starym cmentarzu w Jaśle.